# 山下艶子
山下 艶子（やました つやこ、旧姓：生田、1928年3月19日 - 2021年2月12日）は、日本のフィギュアスケート選手、コーチ。大阪府大阪市出身。大手前高等女学校（現・大阪府立大手前高等学校）、関西学院大学卒。155cm。長女は元フィギュアスケート選手で1968年グルノーブルオリンピック、1972年札幌オリンピック女子シングル日本代表の山下一美（現姓・大西）。

## 経歴
6歳のとき、大阪・中之島にあった朝日会館内のリンクで永井康三に師事し、スケートを始めた。
1938-1939年と1939-1940年シーズンの全日本フィギュアスケートジュニア選手権で2連覇を果たし、1940-1941年の全日本フィギュアスケート選手権で3位となった。しかし1942年以降は競技会は戦争終結まで中止となった。
二児の母となった後、第二次大戦後の1953-1954年、1954-1955年シーズンの全日本フィギュアスケート選手権で2連覇を達成。オリンピック、世界選手権の候補選手となったが、出場することは無かった。
1955年、27歳で引退した後はコーチとして佐藤信夫、大川久美子、長女の一美らを指導した。稲田悦子らとともに日本フィギュアスケーティングインストラクター協会を設立。2003年まで大阪スケート倶楽部でコーチを続けた。日本フィギュアスケートインストラクター協会の名誉会員に就任した。

## 主な戦績
| 大会/年         | 1938-39 | 1939-40 | 1940-41 | 1946-47 | 1947-48 | 1950-51 | 1953-54 | 1954-55 |
| --------------- | ------- | ------- | ------- | ------- | ------- | ------- | ------- | ------- |
| 全日本選手権    |         |         | 3       | 2       | 2       | 3       | 1       | 1       |
| 全日本Jr.選手権 | 1       | 1       |         |         |         |         |         |         |